# Mount-Coolum-Nationalpark
Der Mount-Coolum-Nationalpark (engl.: Mount Coolum National Park) ist ein Nationalpark im Südosten des australischen Bundesstaates Queensland. Er liegt etwas mehr als 100 Kilometer nördlich von Brisbane und ca. zwölf Kilometer nördlich von Maroochydore an der Sunshine Coast zwischen Sunshine Motorway und der Küste.

## Landesnatur
Der Mount Coolum ist ein Lavadom mit nahezu kreisrundem Grundriss und steilen Felsabstürzen an seiner Südseite. Der Berg, etwa einen Kilometer vom Strand entfernt, steigt abrupt aus der Küstenebene bis auf eine Höhe von 208 Meter auf. Sein Erscheinungsbild ähnelt dem der Glass House Mountains, die weiter im Süden liegen. Der Mount Coolum besteht hauptsächlich aus 25. Mio. Jahre altem Rhyolith, der regelmäßige Säulen und Verbindungsmuster bildet. Ein aufgelassener Steinbruch findet sich am Ostfuß des Berges.

## Flora und Fauna
Der Nationalpark ist für seine bemerkenswerte Pflanzenvielfalt bekannt. Mehr als 700 verschiedene Arten wurden hier registriert. Die wichtigsten Pflanzengemeinschaften sind Eukalyptuswald, Küsten-Wallumheideland, Myrtenheiden-Feuchtgebiete, seltenes Bergheideland und auch etwas subtropischer Regenwald.
An den Felsabstürzen im Süden wurde ein Wanderfalkenpaar beim Nisten beobachtet.

## Einrichtungen
Ein 800 Meter langer Weg führt vom Parkplatz an der Tanah Street West in der Siedlung Mount Coolum an der Nordostflanke auf den Mount Coolum. Anfangs ist dieser Weg noch flach und gut ausgebaut, wird aber bald sehr steil und schmal. Bei feuchtem Wetter wird er leicht sehr rutschig. Etwa 140 Personen ersteigen den Mount Coolum täglich.
Auf dem Berg befindet sich ein Warnlicht für die vom nahegelegenen Sunshine Coast Airport startenden Flugzeuge.

## Zufahrt
Der Nationalpark ist von der Staatsstraße Nr. 6, dem von Nambour nach Noosa führenden David Low Way aus zugänglich.